# Kazimierz Deszberg
Kazimierz Deszberg (ur. 11 lipca 1875 we Lwowie, zm. 1940 w Kijowie) – doktor weterynarz, podpułkownik weterynarii Wojska Polskiego, ofiara zbrodni katyńskiej.

## Życiorys
Urodził się 11 lipca 1875. Był synem Jana. Pochodził ze Lwowa, gdzie w 1899 ukończył studia na Akademii Medycyny Weterynaryjnej z tytułem lekarza weterynarii. W 1903 zdał egzamin fizykancki. Pracował jako asystent. Był zatrudniony w Pilźnie, Tarnopolu i Zbarażu. Służył jako oficer c. i k. armii.
Po odzyskaniu przez Polskę niepodległości został przyjęty do Wojska Polskiego. W stopniu rotmistrza do 26 stycznia 1920 był kierownikiem Szkoły Podkuwaczy Koni w Dowództwa Okręgu Generalnego „Kielce” (garnizon Kielce). W 1922 uzyskał tytuł doktora medycyny weterynaryjnej. Został awansowany do stopnia podpułkownika lekarza weterynarii ze starszeństwem z dniem 1 czerwca 1919. W 1923 był komendantem Kadry Okręgowego Szpitala Koni VI we Lwowie. Od 1924, jako oficer nadetatowy Kadry Okręgowego Szpitala Koni VIII w Toruniu, pełnił stanowisko szefem szefostwa weterynaryjnego, później jako naczelny lekarz weterynarii (szef służby weterynaryjnej) Dowództwa Okręgu Korpusu nr VIII w Toruniu. W 1930 był członkiem państwowej Komisji Egzaminacyjnej dla podkuwaczy koni. Został przeniesiony w stan spoczynku z dniem 31 sierpnia 1931. W 1934 był zweryfikowany w korpusie oficerów weterynaryjnych, lekarze weterynaryjni z lokatą 6.
Jako emerytowany oficer w 1932 zamieszkiwał przy ulicy Henryka Sienkiewicza w Toruniu 23. Później mieszkał we Lwowie.
Po wybuchu II wojny światowej w okresie kampanii wrześniowej i agresji ZSRR na Polskę z 17 września 1939 został aresztowany przez Sowietów. Był przetrzymywany w obozie w Starobielsku. Prawdopodobnie na wiosnę 1940 został zamordowany przez NKWD. Jego nazwisko znalazło się na tzw. Ukraińskiej Liście Katyńskiej opublikowanej w 1994 (został wymieniony na liście wywózkowej 55/5-25 oznaczony numerem 862). Został pochowany na otwartym w 2012 Polskim Cmentarzu Wojennym w Kijowie-Bykowni.
Jego żoną była Stanisława z domu Korosteńska, z którą miał syna Jana (1909–1940, jako podporucznik artylerii także został ofiarą zbrodni katyńskiej, zamordowany w Katyniu). Inny syn Kazimierza Deszberga urodził się w czerwcu w 1928.

## Ordery i odznaczenia
- Złoty Krzyż Zasługi (19 marca 1931)[17]